# Mission pour Thulé
Mission pour Thulé est le 16e roman de la série Bob Morane, écrit par Henri Vernes et publié en 1956 par les éditions Gérard et Cie dans la collection Marabout junior (n°78).

## Personnages
- Bob Morane ;
- James Lore : propriétaire d'un ranch à Paradise Rocks (Arizona), complice de Roman Orgonetz ;
- Roman Orgonetz : agent secret à la solde d'un pays ennemi ;
- Bernie Sheaffer : se fait appeler Ted Harris et est navigateur sur un Dakota de James Lore. En réalité, il est un employé des Services secrets ;
- Herbert Gains : chef des Services secrets américains ;
- général Page : il commande la base américaine de Thulé au Groenland ;
- Halloran : cowboy, employé de James Lore ;
- Marlowe : cowboy, employé de James Lore ;
- Buggsy : cowboy, employé de James Lore ;
- Hornby : hôtelier de Paradise Rocks, complice de James Lore.

## Résumé
Bob Morane se promène en solitaire dans le désert de l'Arizona et loue une chambre d'hôtel dans un patelin de l'endroit, Paradise Rocks. Durant la nuit, il est assommé et dépouillé de tout son argent. Un rancher local, James Lore, propose de l'engager comme pilote d'un de ses Dakotas (un Douglas C-47 Skytrain) pour qu'il puisse quelque peu se renflouer. Il doit transporter de l'équipement d'équitation à San Francisco. Peu avant son départ, il est attaqué sur une route du désert par trois malfrats qui menacent de s'en prendre à lui s'il devient pilote pour Lore. Lors d'une nouvelle rencontre avec celui-ci, le rancher s'explique et met la mésaventure sur le compte d'une rivalité avec des concurrents de l'endroit. 
À San Francisco, le navigateur de son avion, Ted Harris, lui annonce qu'ils doivent transporter de l'équipement sportif à la base militaire américaine de Thulé, au Groenland. Morane se méfie d'autant plus qu'un homme qui s'est présenté sous le nom d'Arthur Greenstreet lui a proposé de l'argent afin qu'il refuse cette mission. Après mûre réflexion, Morane décide tout de même d'accepter.
Peu avant d'arriver à Thulé, le Dakota de Morane est attaqué et descendu par trois avions de chasse d'origine inconnue. Harris, blessé à mort lors de l'attaque, lui demande avant de mourir de cacher l'une des boîtes censées contenir un ballon de basket-ball mais qui cache plutôt un petit appareil métallique bizarre qui s'avère être un satellite artificiel. 
Bob Morane cache la boîte avant d'être fait prisonnier par ses ennemis. Ceux-ci, persuadés que le satellite est déjà arrivé à Thulé, décident d'attaquer et de détruire la base. Morane parvient à s'évader et à contrer leurs projets. Parvenu à Thulé, il fait connaissance avec le chef des Services secrets américains, Herbert Gains. C'est lui qui lui annonce que Ted Harris, qui s'appelle en réalité Bernie Sheaffer, était un de leurs agents. Il lui annonce également que Arthur Greenstreet se nomme en réalité Roman Orgonetz et qu'il est un espion à la solde d'une ambassade d'un pays supposément amical qui veut empêcher les États-Unis de lancer leur premier satellite. Celui-ci est finalement lancé de la base de Thulé. 
Revenu à Paradise Rocks, Morane parvient à confondre le rancher James Lore, complice de Roman Orgonetz.